# 1846年の相撲
1846年の相撲（1846ねんのすもう）は、1846年の相撲関係のできごとについて述べる。

## 興行
- 3月場所（江戸相撲）[1]
  - 興行場所:本所回向院
  - 4月13日（旧3月18日）より晴天10日間興行
- 6月場所（大坂相撲）[2]
  - 興行場所:日本橋御蔵前
  - 晴天10日間興行
    - 台風により市中被害のため、8日目で打ち切り。
- 10月場所（名古屋相撲）[2]
  - 興行場所:大乗院境内
  - 晴天10日間興行
    - 8日目で打ち上げ。